# Памятник доблестным защитникам Советского Севера
Памятник «Доблестным защитникам Советского Севера» изначально был установлен на площади Профсоюзов в городе Архангельске, как дань памяти павшим и участвовавшим в боях против интервентов на севере России в годы Гражданской войны. Сейчас памятник перенесён и заново установлен на новом месте, перед архангельским Дворцом спорта Профсоюзов.

## История
5 ноября 1985 года, накануне празднования годовщины Октябрьской революции, на площади Профсоюзов в Архангельске был открыт памятник Доблестным защитникам Советского Севера 1918—1920 гг. Авторы монумента — член-корреспондент Академии художеств СССР, лауреат Государственной премии скульптор Ю. Н. Лоховнин и заслуженный архитектор РСФСР М. В. Чернов.
14 ноября 2005 года в полдень начались работы по демонтажу памятника, с помощью двух автомобильных кранов был перенесён на сто метров, на территорию близлежащего пограничного управления. Теперь памятник находится перед Дворцом спорта, в 150 метрах от того места, где был поставлен в 1985 году, на противоположной стороне площади. Новое место мало подходит для памятника, который проектировался к установке на открытом пространстве, с широким круговым обзором. После переноса у памятника стали проводиться оппозиционные акции протеста.
На месте прошлого расположения памятника построен Михаило-Архангельский кафедральный собор.

## Фотогалерея

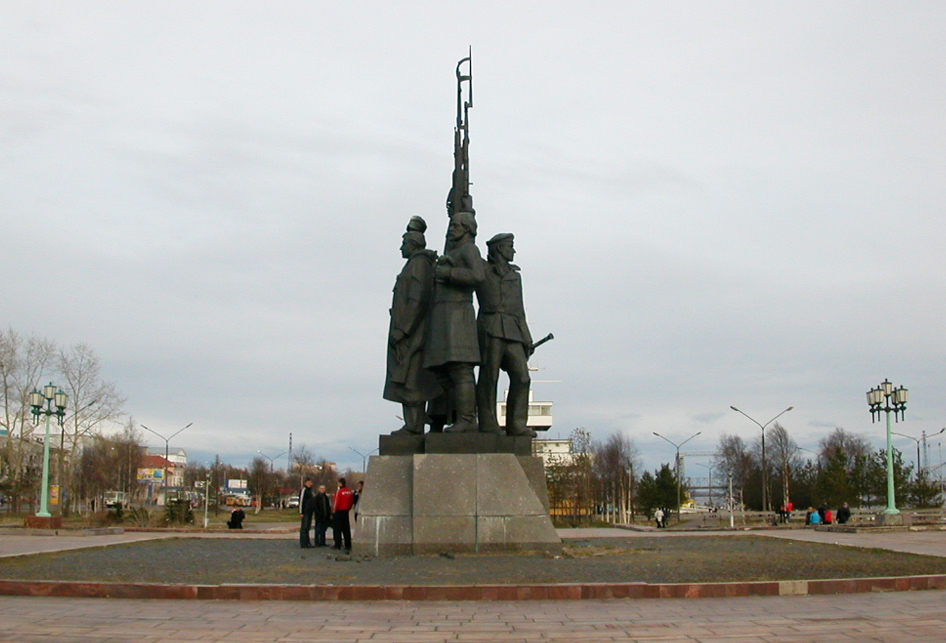
Памятник на старом месте около Морского речного вокзала (2005 год)
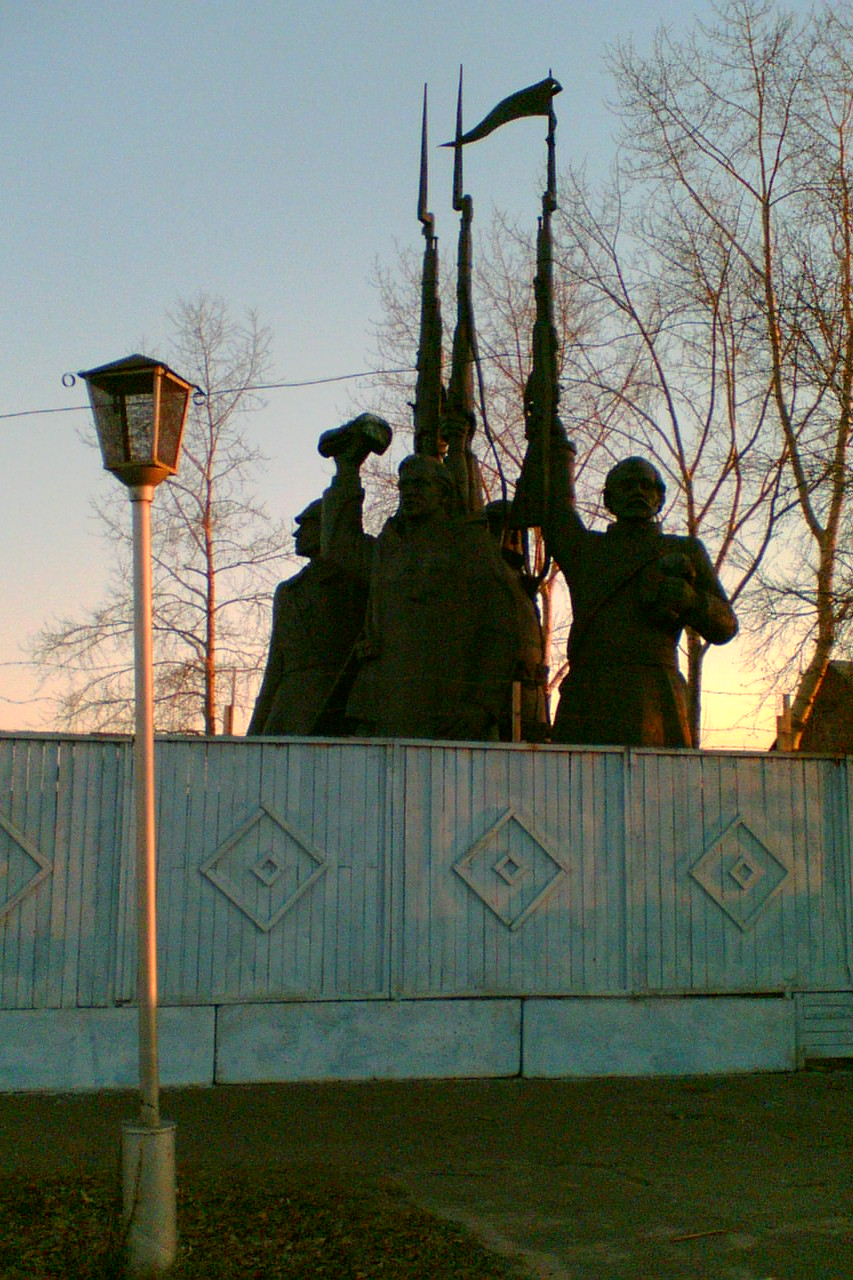
Памятник за забором пограничного управления (апрель 2006 года)
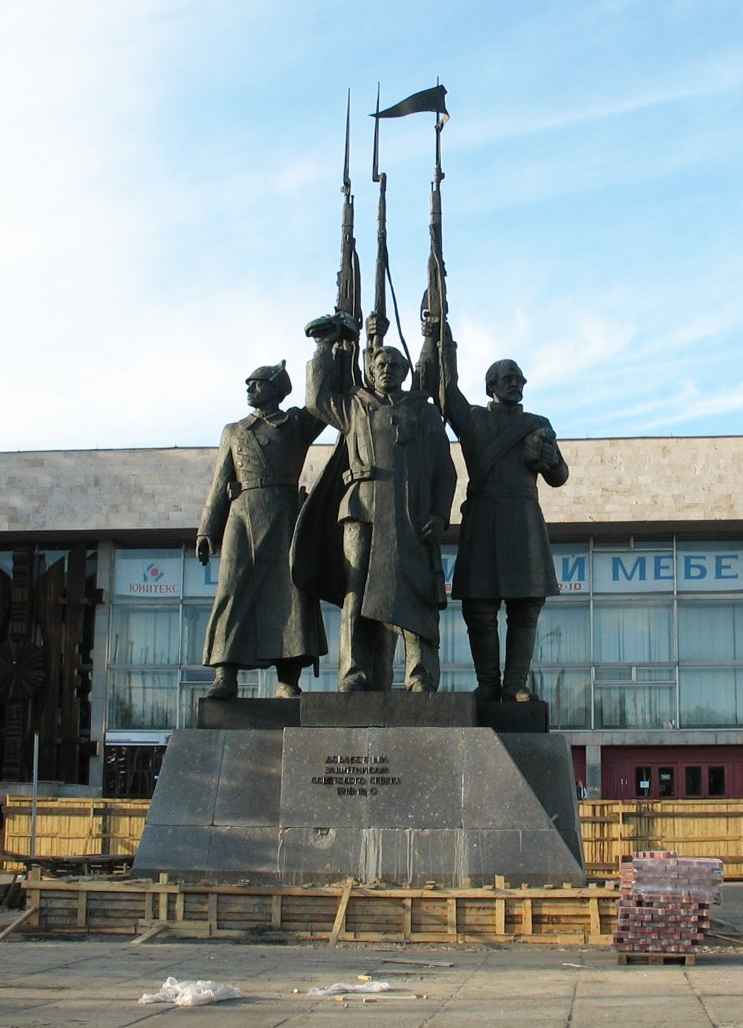
Памятник во время установки на новом месте около Дворца спорта (июнь 2006 года)